# Tegelbrosking
Tegelbrosking (Marasmius curreyi) är en svampart som beskrevs av Berk. & Broome 1879. Tegelbrosking ingår i släktet Marasmius och familjen Marasmiaceae.  Arten är reproducerande i Sverige. Inga underarter finns listade i Catalogue of Life.